# Jerry Lamb
Jerry Lamb, de son vrai nom Lamb Hiu-fung (林曉峰, né le 28 septembre 1970) est un acteur et animateur de télévision hongkongais.

## Biographie
Frère cadet du chanteur Jan Lamb (en) et de l’animatrice de radio Sandy Lamb, Jerry Lamb est surtout connu pour son rôle de Pou-pan dans la série des Young and Dangerous. Il est l'un des rares acteurs à apparaître dans toute la série dans le même rôle, y compris dans les films dérivés. En dehors de cette franchise, l'une de ses meilleures prestations est estimée être dans The Log (1996) aux côtés de Michael Wong et Kent Cheng.
Jerry Lamb est également co-animateur de l'émission Super Trio Series (en) sur TVB Jade (en) avec Chin Kar-lok et Eric Tsang.

## Vie privée
Il est marié à Lily Hong et a deux fils.

## Filmographie
- He's a Woman, She's a Man (1994)
- Young and Dangerous  (1996)
- Young and Dangerous 2 (1996)
- Young and Dangerous 3 (1996)
- Young and Dangerous 4 (1997)
- Young and Dangerous 5 (1998)
- Portland Street Blues (1998)
- Faces of Horror (1998)
- Old Time Buddy: To Catch the Thief (1998)
- A Smiling Ghost Story (1999)
- A Man Called Hero (1999)
- The Legend of Speed (1999)
- The Duel (2000)
- Clean My Name, Mr. Coroner! (2000)
- Those Were the Days... (2000)
- Born to Be King (2000)
- Street Fighters (2000)
- For Bad Boys Only (2000)
- Scaremonger (2001)
- Cop Shop Babes (2001)
- No Problem 2 (2002)
- Triumph in the Skies (2003)
- City of SARS (2003)
- Love Is a Many Stupid Thing (2004)
- Kung Fu Mahjong (2005)
- Half Twin (2006)
- Feel It Say It... (2006)
- I Love Hong Kong 2012 (2012) (caméo)
- Return of the Silver Tongue (2013) (série TV)
- Lost in Hong Kong (2015)
- Jian Bing Man (2015)
- Kidnap Ding Ding Don (2016)
- Special Female Force (2016)
- Legends of the Three Kingdoms (2018)
- Golden Job (2018)
- A Journey of Happiness (2019)
- Enter the Fat Dragon (2020)